# KF Vllaznia Skadar
KF Vllaznia je albanski nogometni klub iz Skadra. Po broju osvojenih trofeja jedan je od najuspješnijih albanskih nogometnih klubova i uz KF Tirana jedini klub koji nikad nije ispao iz najvišeg nogometnog natjecanja u Albaniji. Dio je višečlanog Športskog kluba Vllaznia.

## Povijest
Dana 16. veljače 1919. nogometaš Palokë Nika i drugi gradski športaši osnovali su Športsko društvo Vllaznia, koje je, uz nogomet, uključivalo i druge športove popularne u Skadru.

## Uspjesi
Albanska Superliga
- Prvak (9): 1940.[t 1] 1945., 1946., 1971./72., 1973./74., 1977./78., 1982./83., 1991./92., 1997./98., 2000./01.
- Drugi (11): 1932., 1933., 1936., 1937., 1947., 1949., 1974./75., 1996./97., 1998./99., 2002./03., 2008./09.

1. ↑  Nije priznato od strane AFA

Albanski kup
- Prvak (6): 1964./65., 1971./72., 1978./79., 1980./81., 1986./87., 2007./08.
- Finalist (8): 1938./39., 1965./66., 1967./68., 1969./70., 1985./86., 1998./99., 2005./06., 2009./10.

Albanski superkup
- Prvak (2): 1998., 1992.
- Finalist(2): 1992., 2008.

## Stadion
KF Vllaznia svoje domaće utakmice igra na stadionu Loro Boriçi, kapaciteta 16.022 gledatelja. Izgrađen je početkom 1950-ih godina i nekoliko je puta obnovljen. Zadnja, ujedno i najopsežnija obnova, završena je 2016.

## Vanjske poveznice
- Službene stranice (alb.)